# Vincent Wilburn jr.
Vincent Wilburn jr. (Chicago, 1958) is een Amerikaanse drummer en producent van de fusion- en funkmuziek, die een beslissende rol speelt in het late werk van Miles Davis. De neef van Davis is ook een van zijn erfenisbeheerders.

## Biografie
Wilburn is de zoon van Dorothy Mae Davis, de zus van Miles Davis, en haar echtgenoot Vincent Wilburn sr. Hij begon op 5-jarige leeftijd op de kleuterschool op ketels en pannen te trommelen. Op advies van Miles Davis kreeg hij op 6-jarige leeftijd een drumstel cadeau van zijn ouders. Op 9-jarige leeftijd mocht hij tijdens een concert van zijn oom in de jazzclub Plugged Nickel in Chicago een keer achter het drumstel van Jack DeJohnette zitten. Tijdens zijn tijd aan de middelbare school formeerde hij eigen bands, maar hij speelde ook met Time, Space & Distance en werd als studiomuzikant gehaald voor opnamen van The Dells. Zijn muzikale opleiding kreeg hij aan het American Conservatory of Music in Chicago. In 1979 speelde hij met de gitarist Pete Cosey. In 1980 speelde hij in de funkband AL7, die aanvankelijk repeteerde in de kelder van zijn moeder en wiens ritmesectie in 1980 door Davis werd uitgenodigd naar New York. Daar repeteerden Wilburn en zijn collega's met Davis en speelden ze de eerste nummers voor het album The Man with the Horn. AL7 nam daarna op met Ramsey Lewis. Wilburn werkte vervolgens met Oscar Brown. In 1983 werd hij lid van Cameo.
Wilburn was al als geassocieerd producent betrokken bij het Davis-album Decoy, dat werd uitgebracht in het voorjaar van 1984. In de zomer van 1984 haalde Davis Wilburn als co-producent voor zijn album You're Under Arrest. Daar deelde hij de drumstoel met Al Foster. Na beëindiging van de opnamen haalde Davis hem in zijn tourneeband, waar hij bleef tot 1987. In 1985 nodigde Davis hem uit om in Kopenhagen als drummer mee te werken aan diens album Aura, dat in 1990 een Grammy Award kreeg. In 1989 ging hij naar Los Angeles, waar hij met Ron Bishop (Piano Vibrations) en andere muzikanten speelde en produceerde, voordat hij zijn productiemaatschappij NEFDRUM oprichtte, die opnam met Billy Preston, Darryl Jones, Charley Drayton, Ivan Neville, Ray Parker jr., Wah Wah Watson, Freddie Washington, Randy Hall en Phil Upchurch (Tell the Truth). In 2006 was hij betrokken bij het project Miles from India, waarmee hij internationaal op tournee was en wiens dubbelalbum in 2008 werd genomineerd voor een Grammy Award. Tegenwoordig leidt hij de Miles Electric Band, die in 2012 heeft opgetreden met Jimmy Cobb.